# 兵庫県道5号姫路上郡線

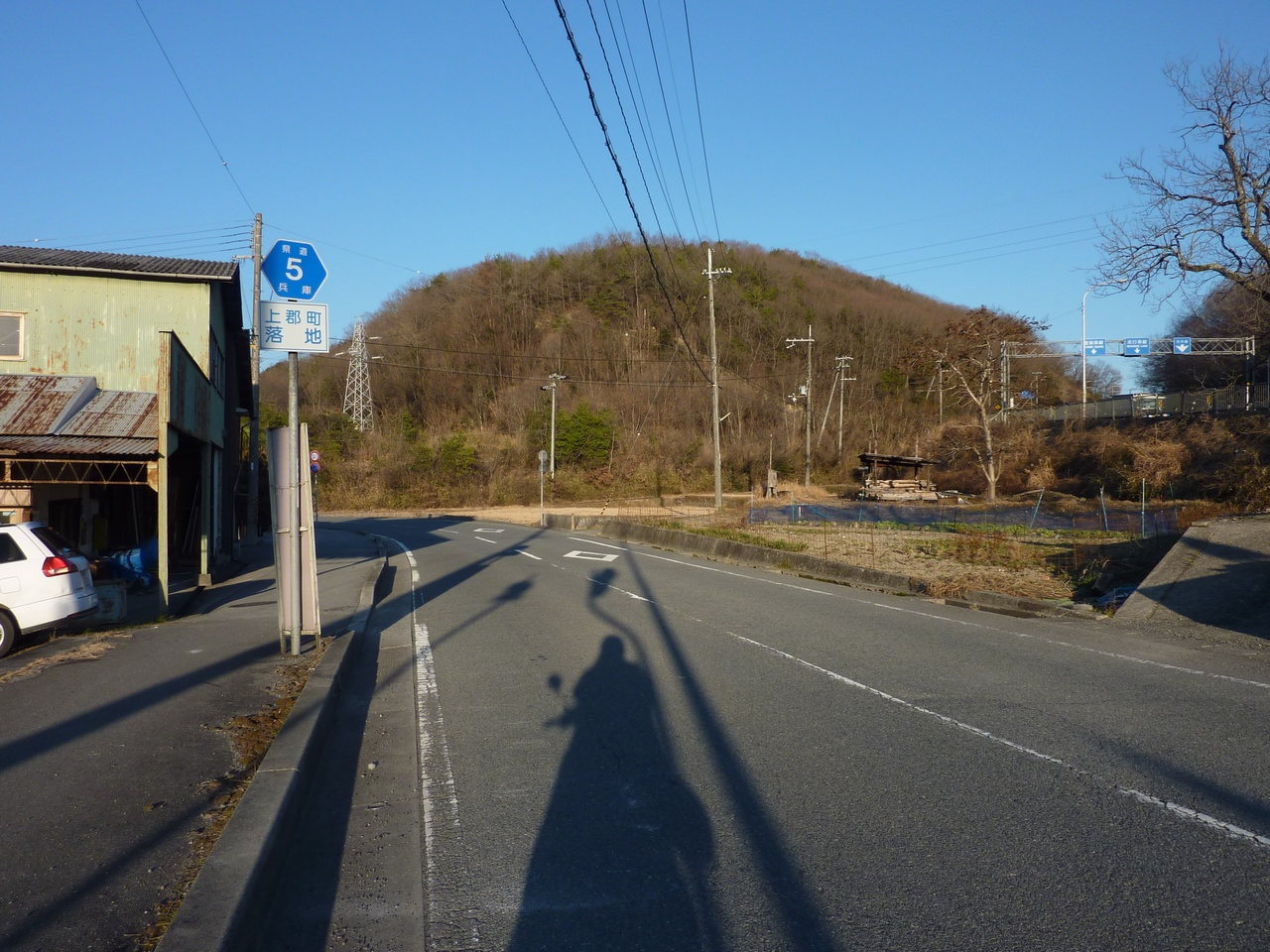
終点・上郡町落地から東方向を撮影。右上の道路は国道2号。

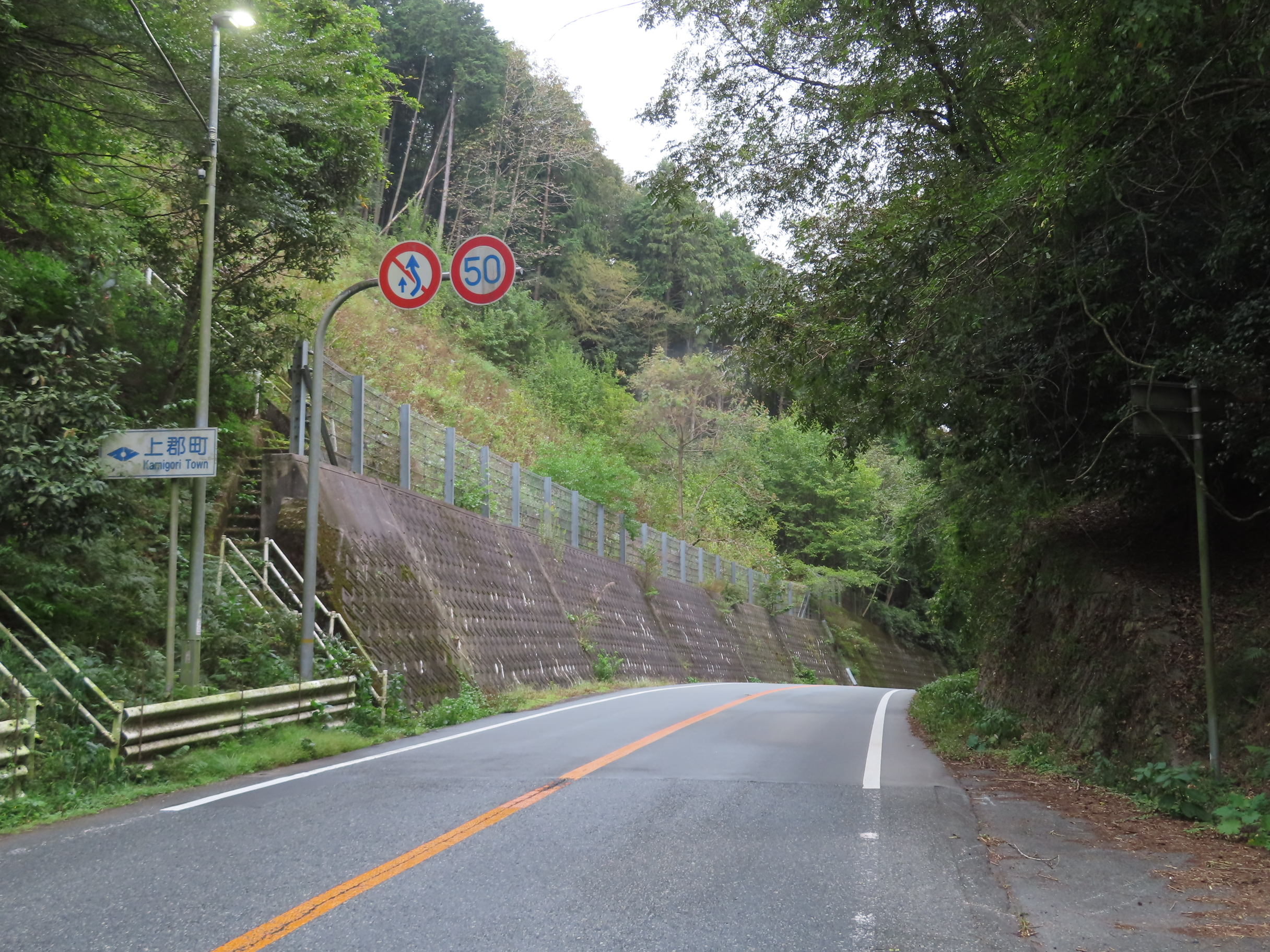
椿峠

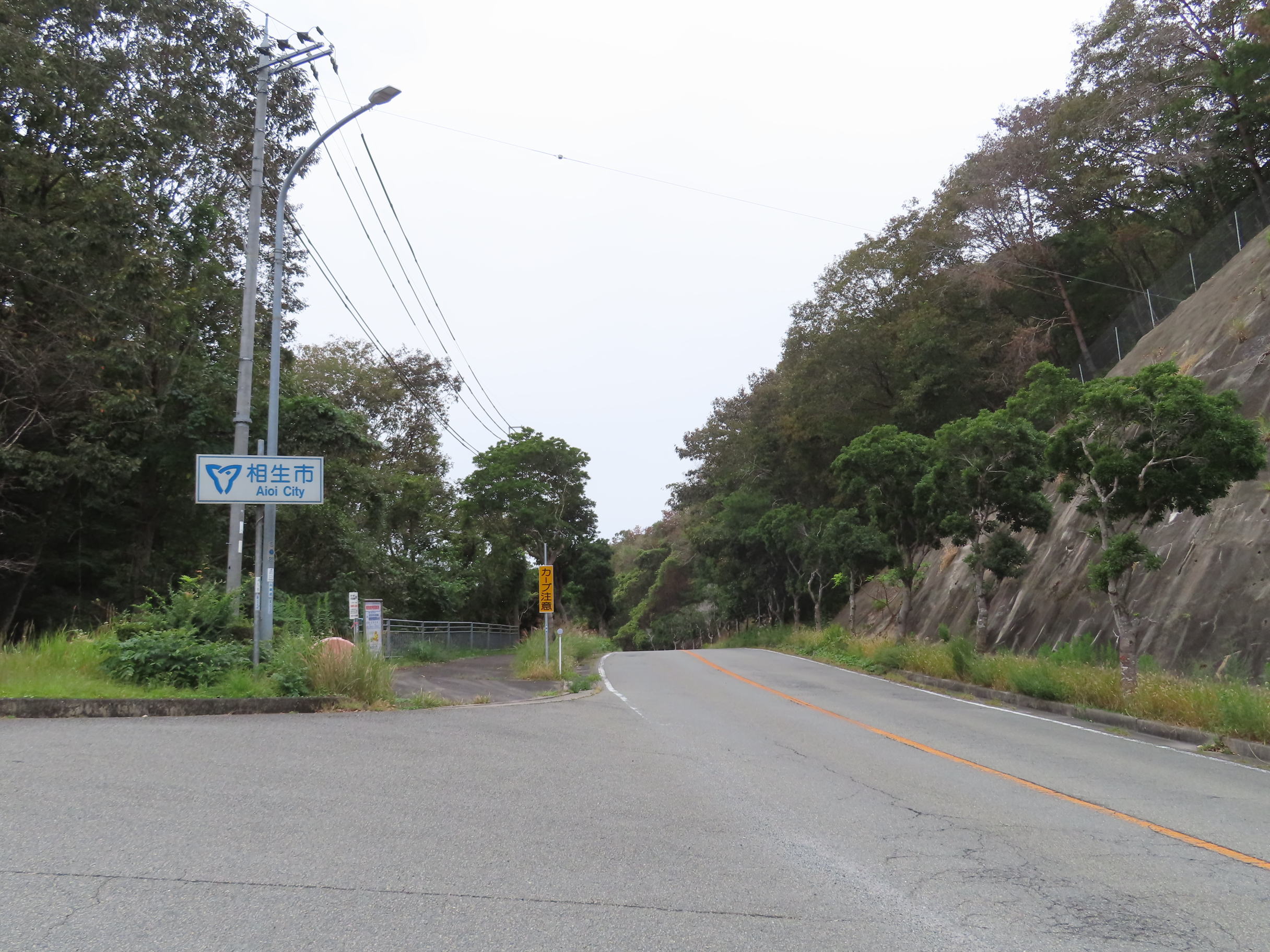
二木峠

兵庫県道5号姫路上郡線（ひょうごけんどう5ごう ひめじかみごおりせん）は、兵庫県姫路市から赤穂郡上郡町に至る主要地方道（兵庫県道）である。

## 概要
兵庫県姫路市田寺1丁目と赤穂郡上郡町落地（おろち）を結ぶ。途中に、姫路側から、二木峠、椿峠を越える。

### 路線データ
- 起点：姫路市田寺1丁目（兵庫県道67号姫路神河線交点、田寺一丁目交差点）
- 終点：赤穂郡上郡町落地（国道2号交点）
- 総延長：36.816 km

## 歴史
- 国道2号との合流点付近や椿峠は、古代の山陽道が通っていた経路であった[1]。加えて二木峠の付近では、古代の街道が交差していた[2]。

- 1954年（昭和29年）11月24日から1972年（昭和47年）3月24日までは姫路豊岡線であった。1969年に大部分が国道312号へ昇格、1972年3月24日に残る区間は一般県道104号へ降格。
- 1976年（昭和51年）4月1日 - 建設省（現・国土交通省）が主要地方道に指定。
- 1977年（昭和52年）8月30日 - 主要県道姫路上郡線認定により新・兵庫県道5号となる。
- 1993年（平成5年）5月11日 - 建設省から、主要県道姫路上郡線が姫路上郡線として主要地方道に再指定[3]。

## 路線状況

### 重複区間
- 兵庫県道414号田寺今在家線（姫路市田寺3丁目,田寺三丁目交差点）
- 兵庫県道724号姫路新宮線（姫路市飾西.長池東交差点）
- 兵庫県道437号東觜崎網干停車場線（たつの市龍野町日飼 - たつの市龍野町島田.島田南交差点）
- 国道179号（たつの市龍野町北龍野・たつの市龍野町川原町）
- 兵庫県道450号野桑有年停車場線（上郡町宿 - 上郡町宇治山.宇治山交差点）

## 地理

### 通過する自治体
- 姫路市
- たつの市
- 相生市
- 赤穂郡上郡町

### 交差する道路
| 交差する道路                                 | 市町村名 | 市町村名 | 交差する場所         | 交差する場所                      |
| -------------------------------------------- | -------- | -------- | -------------------- | --------------------------------- |
| 兵庫県道67号姫路神河線                       | 姫路市   | 姫路市   | 田寺1丁目            | 田寺一丁目交差点 / 起点           |
| 兵庫県道414号田寺今在家線 重複区間起点       | 姫路市   | 姫路市   | 田寺3丁目            | 田寺三丁目交差点                  |
| 兵庫県道414号田寺今在家線 重複区間終点       | 姫路市   | 姫路市   | 田寺3丁目            | 山吹交差点                        |
| 兵庫県道516号姫路環状線                      | 姫路市   | 姫路市   | 上手野               | 上手野交差点                      |
| 兵庫県道411号山之内莇野姫路線                | 姫路市   | 姫路市   | 町田（ちょうだ）     | 町田橋西詰交差点                  |
| 兵庫県道724号姫路新宮線 重複区間起点         | 姫路市   | 姫路市   | 飾西                 | 長池東交差点                      |
| 兵庫県道724号姫路新宮線 重複区間終点         | 姫路市   | 姫路市   | 飾西                 | 長池交差点                        |
| 国道29号 / 姫路西バイパス                    | 姫路市   | 姫路市   | 相野                 | 相野出屋敷交差点 相野出屋敷ランプ |
| 兵庫県道420号石倉太子線                      | 姫路市   | 姫路市   | 西脇                 | 太市（おおいち）交差点            |
| 兵庫県道423号西脇誉田線                      | 姫路市   | 姫路市   | 西脇                 | 丸山交差点                        |
| E2 山陽自動車道                              | たつの市 | たつの市 | 龍野町中井           | [ 4 ]                             |
| 兵庫県道435号上伊勢誉田線                    | たつの市 | たつの市 | 龍野町片山           | 中井橋西詰交差点                  |
| 兵庫県道437号東觜崎網干停車場線 重複区間起点 | たつの市 | たつの市 | 龍野町日飼（ひがい） | 日飼交差点                        |
| 兵庫県道437号東觜崎網干停車場線 重複区間終点 | たつの市 | たつの市 | 龍野町島田           | 島田南交差点                      |
| 国道179号 重複区間起点                       | たつの市 | たつの市 | 龍野町北龍野         | 祇園橋西詰交差点                  |
| 国道179号 重複区間終点                       | たつの市 | たつの市 | 龍野町川原町         | 龍野橋西詰交差点                  |
| 兵庫県道120号たつの竜野停車場線              | たつの市 | たつの市 | 揖西町小神（おがみ） | 龍野新大橋西交差点                |
| 兵庫県道440号桑原北山揖保川線                | たつの市 | たつの市 | 揖西町小神           | 小神交差点                        |
| 兵庫県道93号竜野西インター線                 | たつの市 | たつの市 | 揖西町小犬丸         | 小犬丸交差点                      |
| E29 播磨自動車道                             | たつの市 | たつの市 | 揖西町小犬丸         | [ 4 ]                             |
| 兵庫県道44号相生宍粟線                       | 相生市   | 相生市   | 矢野町真広           | 真広交差点                        |
| 兵庫県道449号多賀相生線                      | 相生市   | 相生市   | 矢野町小河（おうご） | 小河交差点                        |
| 兵庫県道450号野桑有年停車場線 重複区間起点   | 赤穂郡   | 上郡町   | 宿                   |                                   |
| 兵庫県道450号野桑有年停車場線 重複区間終点   | 赤穂郡   | 上郡町   | 宇治山               | 宇治山交差点                      |
| 国道373号                                    | 赤穂郡   | 上郡町   | 與井（よい）         | あゆみ橋東詰交差点                |
| 兵庫県道・岡山県道90号赤穂佐伯線             | 赤穂郡   | 上郡町   | 竹万（ちくま）       | 竹万南交差点                      |
| 国道2号                                      | 赤穂郡   | 上郡町   | 落地（おろち）       | 終点                              |

### 沿線にある施設など
- 龍野城